# Chituru Ali
Chituru Ali (* 16. April 1999 in Como) ist ein italienischer Sprinter, der sich auf den 100-Meter-Lauf spezialisiert hat. 2024 wurde er Vizeeuropameister im 100-Meter-Lauf.

## Sportliche Laufbahn
Erste internationale Erfahrungen sammelte Chituru Ali im Jahr 2019, als er bei den U23-Europameisterschaften in Gävle mit 13,95 s im Halbfinale im 110-Meter-Hürdenlauf ausschied. 2021 startete er im 60-Meter-Lauf bei den Halleneuropameisterschaften in Toruń und schied dort mit 6,68 s im Semifinale aus. Im Jahr darauf schied er bei den Weltmeisterschaften in Eugene mit 10,40 s im Vorlauf über 100 Meter aus und verpasste mit der italienischen 4-mal-100-Meter-Staffel mit 38,74 s den Finaleinzug. Anschließend belegte er bei den Europameisterschaften in München in 10,28 s den achten Platz im 100-Meter-Lauf und schied im Staffelbewerb mit 39,02 s in der Vorrunde aus. 2023 bestritt er nur in der Halle drei Wettkämpfe und trat das restliche Jahr über nicht in Erscheinung. Im Jahr darauf erreichte er bei den Hallenweltmeisterschaften in Glasgow das Finale über 60 Meter und belegte dort in 8,00 s den achten Platz, ehe er bei den Freilufteuropameisterschaften in Rom hinter Landsmann Marcell Jacobs in 10,05 s Vizeeuropameister wurde. Anschließend schied er bei den Olympischen Sommerspielen in Paris mit 10,14 s im Halbfinale über 100 Meter aus.
2024 wurde Ali italienischer Hallenmeister über 60 Meter.

## Persönliche Bestzeiten
- 100 Meter: 9,96 s (+1,5 m/s), 18. Juni 2024 in Turku
- 60 Meter (Halle): 6,53 s, 1. März 2024 in Glasgow
- 200 Meter: 20,64 s (−0,3 m/s), 22. Mai 2022 in Grosseto
- 110 m Hürden: 13,95 s (+0,7 m/s), 12. Juli 2019 in Gävle
  - 60 m Hürden (Halle): 7,81 s, 25. Januar 2020 in Magglingen